# Hans Enoksen
Hans Enoksen (* 7. srpna 1956) je grónský politik.

## Politické působení
Angažoval se v komunální politice. V letech 2002–2009 byl grónským premiérem a v letech 2001–2009 předsedou politické strany Siumut. Do grónského parlamentu byl poprvé zvolen v roce 1995. V letech 2001–2002 působil na postu ministra rybolovu ve vládě Jonathana Motzfeldta. Po parlamentních volbách 2009, které strana Siumut poprvé ve své historii prohrála, Enoksen rezignoval na post předsedy strany.